# The Quiet Girl
The Quiet Girl (Originaltitel An Cailín Ciúin, ənˠ ˈkalʲiːnʲ cuːnʲ, beides im Deutschen für „Das stille Mädchen“) ist ein Filmdrama von Colm Bairéad, das im Februar 2022 im Rahmen der Filmfestspiele in Berlin seine Premiere feierte, am 13. Mai 2022 im Vereinigten Königreich in die Kinos kam und am gleichen Tag in Irland in das Programm von Curzon Home Cinema aufgenommen wurde. Der Kinostart in Deutschland erfolgte im November 2023. Der Film basiert auf der Kurzgeschichte Foster von Claire Keegan. An Cailín Ciúin wurde von Irland als Beitrag für die Oscarverleihung 2023 als bester Internationaler Film eingereicht.

## Handlung
Im ländlichen Irland im Jahr 1981. Die neunjährige Cáit hat drei Schwestern, ihre Mutter ist schon wieder schwanger. Sie leben in armen Verhältnissen und ihre Mutter vergisst schon mal, die Lunches für ihre Kinder für die Schule zu machen. Nachdem die Mutter einen Brief von ihrer Cousine erhalten hat, Cáit könne doch den Sommer bei ihnen verbringen, fährt ihr Vater sie zu den Cinnsealachs, einem kinderlosen Paar mittleren Alters, das in einer kleinen Küstenstadt im Süden Irlands, in einer Gaeltacht im County Waterford, in einem sonnigen, großzügigen Haus mit einem Hof, vielen Kühen und einem Hund lebt. Eibhlín Cinnsealach begrüßt sie freundlich. Cáits Vater erweist sich beim Essen einmal mehr als Rüpel und so, wie er sich auch gegenüber seiner Familie verhält. Da Cáits Kleider dreckig sind, ihr Vater aber vergessen hat, ihren Koffer auszuladen, bevor er wieder zurückfuhr, gibt Eibhlín ihr saubere Kinderkleider aus einem Schrank in ihrem Haus. Sie badet Cáit erstmal, und stets lächelt sie, bei allem was sie tut, auch wenn sie ihr das Haar bürstet und dabei singt.

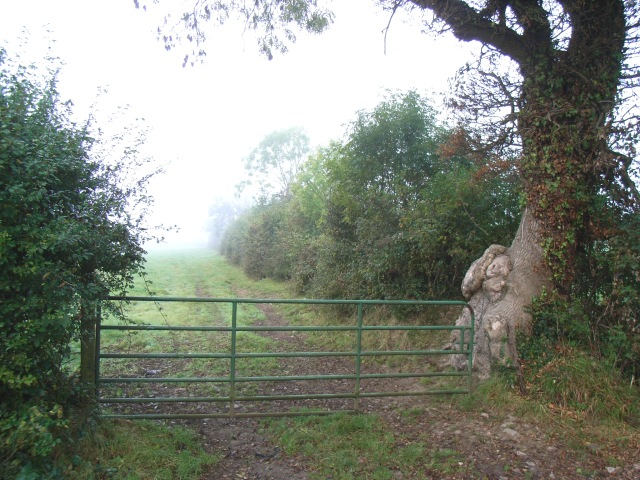
Cáit verbringt den Sommer 1981 auf dem Hof der Cinnsealachs

Eibhlín erklärt dem jungen Gast, es gebe keine Geheimnisse in diesem Haus. Cáit bekommt ein eigenes Zimmer. Anfangs nässt sie noch in ihr Bett, auch wenn sie vor dem Schlafengehen nichts mehr trinkt und mitten in der Nacht versucht, auf den Nachttopf zu gehen. Bald schon aber ist ihr Bett am nächsten Morgen trocken. Eibhlín und Cáit kochen fortan zusammen, sie erklärt ihr Dinge, zum Beispiel wie eine Gefriertruhe funktioniert, und das Mädchen hilft ihr bei der Hausarbeit. Eibhlín zeigt ihr auch die kleine, geheime Wasserstelle im Wald, zu der sie täglich mit einem Eimer laufen, um Wasser zu holen. Ihr Ehemann Seán hingegen erweist sich anfänglich als nicht sehr zugänglich. Er redet nur wenig, beginnt aber dann mit dem neuen Gast über Gesten und kleine Geschenke zu kommunizieren, wenn er mal einen Keks für sie auf dem Küchentisch hinterlässt.
Als Eibhlín ein paar Tage weg muss, schaut Cáit Seán bei der Landarbeit zu und beobachtet, wie er die Melkstatt reinigt. Auch wenn Cáit nicht sehr redselig ist, beginnt sie mutig, ihm Fragen zu stellen, und er versucht, ihr vieles zu erklären, so auch warum die Kälbchen bei ihm nur anfänglich die Milch ihrer Mutter bekommen. Eigentlich aber schweigen beide viel lieber. Als Seán sie eines Tages zum Briefkasten ganz am Ende des Hofes rennen lässt, scheint Cáit befreit, lernt ihre eigenen Stärken kennen und wird von Tag zu Tag schneller beim Holen der Post.
Gemeinsam mit den Cinnsealachs erlebt Cáit auch ihre erste Beerdigung. Bei dieser Gelegenheit erfährt sie auch, wem die Kleidung gehörte, die ihr Eibhlín gegeben hat. Ihre Gastgeber hatten einen Sohn, der bei einem Unfall starb. Als Cáit von ihrer Mutter einen Brief erhält, in dem sie ihr schreibt, sie habe nun einen Bruder und solle zurückkommen, weil die Schule bald wieder beginnt, sollen die Cinnsealachs sie zurück nach Hause bringen. Erst verzögert sich ihre Abreise, weil Seán der Kuh eines Nachbarn beim Kalben helfen muss. Dann fällt Cáit auch noch in die Wasserstelle im Wald und trägt eine Erkältung davon, was sie ein paar weitere Tage dort festhält.
Schließlich ist der Tag der Rückkehr gekommen. Eibhlín und Seán fahren sie zurück zu ihrer Familie, doch die Freude über ihre Heimkehr scheint sich in Grenzen zu halten. Eibhlín und Seán verabschieden sich von ihr und erklären, dass sie jederzeit wieder zu ihnen kommen dürfe. Als ihr Auto davonfährt, rennt Cáit hinterher, springt Seán weinend in die Arme und nennt ihn Daddy.

## Literarische Vorlage
„Early on a Sunday, after first Mass in Clonegal, my father, instead of taking me home, drives deep into Wexford toward the coast, where my mother’s people came from. It is a hot August day, bright, with patches of shade and greenish sudden light along the road. We pass through the village of Shillelagh, where my father lost our red shorthorn in a game of forty-five, and on past the mart in Carnew, where the man who won her sold her not long afterward. […] I wonder what it will be like, this place belonging to the Kinsellas.“

Der Film basiert auf der Kurzgeschichte Foster  von Claire Keegan, die erstmals am 15. Februar 2010 in der Printausgabe des New Yorker veröffentlicht wurde, von der Zeitschrift zum „Best of the Year“ erklärt wurde und im gleichen Jahr bei Faber & Faber in einer erweiterten Fassung als eigenständiges Buch erschien. Die erste von der 1968 in der Grafschaft Wicklow geborenen irischen Schriftstellerin veröffentlichte Sammlung von Kurzgeschichten, mit dem Titel Antarctica wurde mit dem Rooney Prize for Irish Literature ausgezeichnet.
2013 erschien mit Das dritte Licht die deutsche Übersetzung von Hans-Christian Oeser im Göttinger Steidl Verlag, im Frühjahr 2023 wurde davon eine überarbeitete Neuauflage gedruckt.

## Produktion

### Vorlage und Filmstab
Es handelt sich bei The Quiet Girl um das Spielfilmdebüt von Colm Bairéad. Er hatte Foster im Sommer 2018 erstmals gelesen und war sofort gefesselt von der Idee, es als Film zu adaptieren: „Thematisch berührte es so viele Bereiche, die mich beschäftigten, Dinge, die in meinen bisherigen Kurzfilmen präsent waren – die komplexen Bindungen der Familie, die Frage des emotionalen und psychologischen Wachstums und vor allem das Phänomen der Trauer und ihre Fähigkeit, uns zu formen.“ Auch aus formaler Sicht sei die Erzählung aus der Ich-Perspektive im Präsens durch die Augen eines jungen Mädchens fesselnd gewesen und habe sich aus filmischer Sicht wie eine reizvolle Herausforderung angefühlt. Es sei aber auch die „Kleinheit“ der Geschichte gewesen, an die er geglaubt habe: „Ich fühle mich sehr von dieser Vorstellung angezogen, dass an kleinen Orten etwas ganz Großes und Tiefgründiges zu finden ist“, so Bairéad, und die Geschichte habe ihn in ihrer Zurückhaltung mit ihrem kathartischen Ende fasziniert.

### Besetzung und Dreharbeiten
Wie für Bairéad ist The Quiet Girl auch das Filmdebüt für die irische Kinderdarstellerin Catherine Clinch in der Titelrolle der Cáit. Carrie Crowley spielt Eibhlín Cinnsealach, Andrew Bennett ihren Ehemann Seán, Michael Patric Cáits Vater und Kate Nic Chonaonaigh ihre Mutter Mária.
Die Dreharbeiten fanden im Jahr 2020 in Meath und Dublin statt. Als Kamerafrau fungierte Kate McCullough, die zuvor überwiegend bei Dokumentarfilmen tätig war. Der letzte Spielfilm, für den McCullough arbeitete, war Arracht von Tom Sullivan, der irische Beitrag für die Oscarverleihung 2021 in der Kategorie Bester Internationaler Film.

### Filmmusik und Veröffentlichung
Die Filmmusik komponierte Stephen Rennicks, der in der Vergangenheit für Filme wie Room von Lenny Abrahamson und Fernsehserien wie Normal People tätig war. Das Soundtrack-Album mit insgesamt 12 Musikstücken wurde Ende Januar 2023 von Silverstream als Download veröffentlicht.

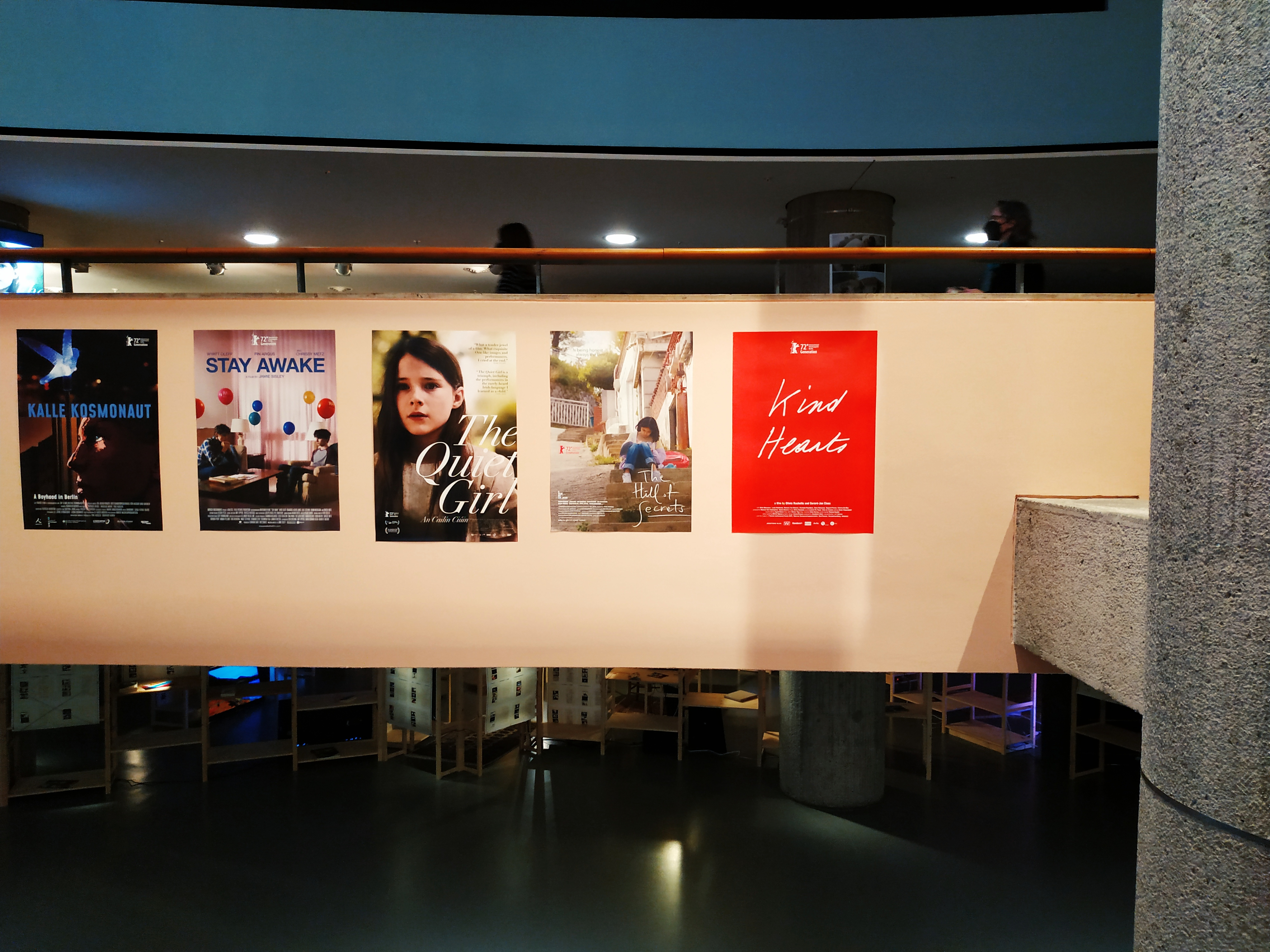
Die Premiere des Films erfolgte im Februar 2022 bei der Berlinale, wo er in der Sektion Generation Kplus gezeigt wurde

Eine erste Vorstellung erfolgte am 11. Februar 2022 im Rahmen der Filmfestspiele in Berlin, wo The Quiet Girl in der Sektion Generation gezeigt wurde. Ebenfalls im Februar 2022 wurde The Quiet Girl beim Dublin International Film Festival gezeigt und im März 2022 beim Glasgow Film Festival. Der Kinostart im Vereinigten Königreich erfolgte am 13. Mai 2022. Am gleichen Tag wurde er im Vereinigten Königreich und in Irland das Programm von Curzon Home Cinema aufgenommen. Im August 2022 wurde er beim Melbourne International Film Festival und beim Hong Kong International Film Festival gezeigt. Im Oktober 2022 wurde er beim Busan International Film Festival und bei der Semana Internacional de Cine de Valladolid vorgestellt. Im November 2022 wurde The Quiet Girl beim Festival de Cine Europeo de Sevilla, beim Internationalen Filmfestival von Stockholm und beim Tallinn Black Nights Film Festival gezeigt. Im Dezember 2022 erfolgten Vorstellungen beim Les Arcs Film Festival. Am 16. Dezember 2022 kam der Film in ausgewählte US-Kinos. Im Januar 2023 wurde er beim Palm Springs International Film Festival gezeigt. Im Juni 2023 wurde er beim Internationalen Filmfest Emden-Norderney gezeigt. Ende September 2023 wurde der Film beim Schlingel Film Festival vorgestellt. Die Verwertungsrechte in Deutschland liegen beim Neue Visionen Filmverleih. Der Kinostart in Deutschland erfolgte am 16. November 2023.

## Rezeption

### Kritiken und Einspielergebnis
Von den bei Rotten Tomatoes aufgeführten Kritiken sind 97 Prozent positiv bei einer durchschnittlichen Bewertung mit 8,7 von 10 möglichen Punkten. Auf Metacritic erhielt der Film einen Metascore von 89 von 100 möglichen Punkten.
Alicia Haddick von der Filmzeitschrift Little White Lies schreibt in ihrer Kritik, die Geschichte des Films habe eine von Herzen kommende Einfachheit, und die nostalgische Wärme der Kameraarbeit kontrastiere die harte Realität von Cáit Zuhause mit der traumhaften Umgebung, in der sie sich wiederfindet. Die Langsamkeit des Films sei vielleicht sein größter Vorteil, da er es dem Zuschauer ermöglicht, neben dieser Besetzung zu atmen und zu leben, während die alltäglichen Aufgaben des Kartoffelschälens und des Laufens durch das Wäldchen zu liebevollen Erinnerungen an bedingungslose Liebe werden. Während Cáits neue Ersatzfamilie das Herz des Films bilde, sei es die irische Landschaft, die dem Film Seele verleihe, so Haddick. Ähnlich wie Céline Sciamma in Petite Maman die Perspektive eines Kindes wähle, um dem Zuschauer ein Verständnis für die Verarbeitung von Trauer zu vermitteln, seien es in An Cailín Ciúin die unschuldigen Augen von Cáit, derer man sich bedient, diesen Trauerprozess nachvollziehbar zu machen.
Donald Clarke schreibt in der Irish Times, Clinch spiele Cáit als eine weitgehend passive Beobachterin, das im Filmtitel genannte stille Mädchen eben, und sei in dieser Rolle der Herausforderung bestens gewachsen, ihr Unbehagen durch kleine Gesten und eine etwas aufgeregte Art zu reden, zu vermitteln.
Holger Twele schreibt in seiner Kritik auf der Website des Kinder- und Jugend-Filmportals des Deutschen Kinder- und Jugendfilmzentrums, der atmosphärisch dichte Film lebe von seiner geradezu magischen Lichtsetzung, von in warme Sommerfarben getauchten Stimmungen und feinen Beobachtungen ganz aus der Perspektiven und in Augenhöhe der jungen Protagonistin, die man einfach gern haben müsse. Bis in kleinste Detail sorgfältig in Szene gesetzt, entwickele sich das Trauma eines Kindes und ansatzweise auch eines Ehepaares, wobei das offene Ende zugleich Mut und Hoffnung mache. Weiter verweist Twele in seiner Kritik auf die  Psychoanalytikerin Alice Miller, die vor vielen Jahren erklärte, wie wichtig es für die Entwicklung von Kindern ist, gerade in desolaten Familienverhältnissen wenigstens eine feste Bezugsperson außerhalb der Familie zu haben, der das Kind vertrauen kann. Mit spielerischer Leichtigkeit gelinge es dem Film, den Beweis für diese Theorie anzutreten, selbst wenn das vielleicht gar nicht explizit beabsichtigt war.
The Quiet Girl entwickelte sich zu einem der finanziell erfolgreichsten irischsprachigen Filme aller Zeiten. Nach seinem Kinostart im Mai 2022 erreichte der Film durch Einnahmen in den irischen und britischen Kinos schnell 600.000 Euro. Im Oktober 2022, 22 Wochen nach dem Kinostart, übersprang der Film dort die Marke von einer Million Euro. Die weltweiten Einnahmen des Films aus Kinovorführungen belaufen sich auf rund 6 Millionen US-Dollar.

### Auszeichnungen
The Quiet Girl wurde von Irland als Beitrag für die Oscarverleihung 2023 in der Kategorie Bester Internationaler Film eingereicht. Zudem gelangte der Film in eine Vorauswahl für den Europäischen Filmpreis 2022. Im Folgenden eine Auswahl weiterer Nominierungen und Auszeichnungen.
American Society of Cinematographers Awards 2023
- Nominierung für die Beste Kameraarbeit – Spotlight (Kate McCullough)[37]

Antalya Golden Orange Film Festival 2022
- Nominierung im International Feature Film Competition[38]

British Academy Film Awards 2023
- Nominierung als Bester fremdsprachiger Film (Colm Bairéad und Cleona Ní Chrualaoí)
- Nominierung für das Beste adaptierte Drehbuch (Colm Bairéad)

Dublin International Film Festival 2022
- Auszeichnung als Bester irischer Spielfilm (Colm Bairéad)
- Auszeichnung mit dem Aer Lingus Discovery Award (Colm Bairéad)[13]

Europäischer Filmpreis 2022
- Auszeichnung mit dem Excellence Award für die Beste Kamera (Kate McCullough)[39]

Internationale Filmfestspiele Berlin 2022
- Lobende Erwähnung im Wettbewerb Generation Kplus
- Auszeichnung mit dem Großen Preis der Internationalen Jury der Generation Kplus
- Nominierung für den GWFF Preis Bester Erstlingsfilm[40][41][42]

Irish Film and Television Awards 2022
- Auszeichnung als Bester Film
- Auszeichnung für die Beste Regie (Colm Bairéad)
- Auszeichnung als Beste Hauptdarstellerin (Catherine Clinch)
- Nominierung als Beste Nebendarstellerin (Carrie Crowley)
- Auszeichnung für die Beste Kamera (Kate McCullough)
- Auszeichnung für den Besten Filmschnitt (John Murphy)
- Auszeichnung für das Beste Szenenbild (Emma Lowney)
- Nominierung für die Besten Kostüme (Louise Stanton)
- Nominierung für den Besten Ton (Steve Fanagan, John Brennan und Brendan Rehill)
- Auszeichnung für die Beste Filmmusik (Stephen Rennicks)[43][44]

London Critics’ Circle Film Awards 2023
- Auszeichnung als Bester fremdsprachiger Film
- Nominierung als Bester britischer Film
- Nominierung für die Beste britische Nachwuchsregie (Colm Bairéad)
- Nominierung als Beste britische Nachwuchsdarstellerin (Catherine Clinch)[45][46]

Miami Film Festival 2022
- First runner-up beim Publikumspreis[47]

Montclair Film Festival 2022
- Auszeichnung mit dem Publikumspreis – World Cinema[48]

Motion Picture Sound Editors Awards 2023
- Nominierung in der Kategorie Outstanding Archievement in Sound Editing – Fremdsprachiger Film[49]

Newport Beach Film Festival 2022
- Auszeichnung mit dem Jury Award Feature Narratives[50]

Oscarverleihung 2023
- Nominierung als Bester internationaler Film

Satellite Awards 2022
- Nominierung als Bester internationaler Spielfilm[51]

Semana Internacional de Cine de Valladolid 2022
- Nominierung im Hauptwettbewerb[19]
- Auszeichnung mit der Silbernen Ähre (Colm Bairéad)
- Auszeichnung mit dem Publikumspreis (Colm Bairéad)[52]

Sydney Film Festival 2022
- Nominierung im Hauptwettbewerb[53]

Taipei Film Festival 2022
- Nominierung im International New Directors Competition[54]